# Juri Gennadjewitsch Buzajew
Juri Gennadjewitsch Buzajew (russisch Юрий Геннадьевич Буцаев; * 11. Oktober 1978 in Toljatti, Russische SFSR) ist ein ehemaliger russischer Eishockeyspieler, der unter anderem für den HK Lada Toljatti, HK ZSKA Moskau, HK Jugra Chanty-Mansijsk und Torpedo Nischni Nowgorod in der Kontinentalen Hockey-Liga aktiv war. Zudem absolvierte er 99 Partien in der National Hockey League für die Detroit Red Wings und die Atlanta Thrashers. Sein Bruder Wjatscheslaw war ebenfalls ein professioneller Eishockeyspieler.

## Karriere
Juri Buzajew begann seine Karriere als Eishockeyspieler in seiner Heimatstadt in der Nachwuchsabteilung des HK Lada Toljatti, für dessen Profimannschaft er von 1995 bis 1999 in der Superliga aktiv war. Dabei wurde er in der Saison 1996/97 russischer Vizemeister mit seiner Mannschaft. Zudem wurde er während seiner Zeit beim HK Lada im NHL Entry Draft 1997 in der zweiten Runde als insgesamt 49. Spieler von den Detroit Red Wings ausgewählt. Zunächst blieb der Flügelspieler jedoch in Russland und wechselte gegen Ende der Saison 1998/99 innerhalb der Superliga zum HK Dynamo Moskau. Zur Saison 1999/2000 beorderten ihn die Detroit Red Wings nach Nordamerika und in seinem Rookiejahr war er auf Anhieb Stammspieler in der National Hockey League. Für das Team aus Michigan erzielte er in 57 Spielen fünf Tore und gab drei Vorlagen. In den folgenden beiden Jahren konnte er sich jedoch nicht mehr in Detroits NHL-Team durchsetzen und verbrachte die meiste Zeit bei deren Farmteam, den Cincinnati Mighty Ducks, in der American Hockey League.
Am 19. März 2002 wurde Buzajew zusammen mit einem Drittrundenwahlrecht für den NHL Entry Draft 2002 im Tausch gegen den Tschechen Jiří Šlégr an die Atlanta Thrashers abgegeben. Bis zum Ende der Saison 2001/02 spielte der Russe überwiegend für deren AHL-Farmteam Chicago Wolves, mit denen er den Calder Cup gewann. Auch die Saison 2002/03 begann er parallel bei den Atlanta Thrashers in der NHL und den Chicago Wolves in der AHL, verließ das Franchise allerdings bereits wieder im November 2002 und kehrte in seine russische Heimat zurück, in der er mit Lokomotive Jaroslawl 2003 erstmals Russischer Meister wurde. Anschließend unterschrieb er einen Vertrag beim HK ZSKA Moskau, für den er jedoch nur bis Dezember 2003 spielte, ehe er bei seinem Heimatverein HK Lada Toljatti aufgenommen wurde. Mit dem HK Lada wurde er 2005 zum zweiten Mal in seiner Laufbahn russischer Vizemeister.
Von 2005 bis 2007 spielte Buzajew je ein Jahr lang für die Superligisten HK MWD Twer und erneut HK Lada Toljatti. Daraufhin wurde er von Torpedo Nischni Nowgorod verpflichtet, mit dem er ab der Saison 2008/09 an der neu gegründeten Kontinentalen Hockey-Liga teilnahm. Die Saison 2009/10 verbrachte der Linksschütze beim HK Jugra Chanty-Mansijsk in der Wysschaja Liga und stieg als Zweitligameister mit seiner Mannschaft in die KHL auf. Dennoch verließ er den Verein und schloss sich für die Saison 2010/11 dem KHL-Teilnehmer HK Sibir Nowosibirsk an, kam aber meist bei Sauralje Kurgan in der zweitklassigen Wysschaja Hockey-Liga zum Einsatz.
In der Saison 2011/12 stand Buzajew beim HK ZSKA Moskau unter Vertrag, wo sein Bruder Wjatscheslaw als Trainer arbeitete.

### International
Für Russland nahm Buzajew an der U20-Junioren-Weltmeisterschaft 1997 teil. Bei dieser belegte er mit seiner Mannschaft den dritten Platz und gewann die Bronzemedaille. Er selbst trug zu diesem Erfolg mit einem Tor in sechs Spielen bei.

## Erfolge und Auszeichnungen
| - 1997 Russischer Vizemeister mit dem HK Lada Toljatti - 2001 AHL All-Star Classic - 2002 Calder-Cup-Gewinn mit den Chicago Wolves | - 2003 Russischer Meister mit Lokomotive Jaroslawl - 2005 Russischer Vizemeister mit dem HK Lada Toljatti - 2010 Meister der Wysschaja Liga und Aufstieg in die KHL mit dem HK Jugra Chanty-Mansijsk |

### International
- 1997 Bronzemedaille bei der U20-Junioren-Weltmeisterschaft

## Statistik
(Stand: Ende der Saison 2010/11)